# Andraž Kirm
Andraž Kirm (ur. 6 września 1984 w Lublanie) – słoweński piłkarz grający na pozycji bocznego pomocnika.
Piłkarską karierę zaczynał w klubach z Lublany: NK Šmartno, NK Slovan, NK Svoboda. Następnie trafił do klubu NK Domžale, w którego barwach zadebiutował w słoweńskiej Prvej Lidze. Z Domžale Kirm dwukrotnie wygrał rozgrywki Prvej Ligi, w sezonach 2006/2007 oraz 2007/2008. W 2007 roku zdobył ze swoim klubem Superpuchar Słowenii. W 2009 roku Kirm został zawodnikiem Wisły Kraków.
W pierwszej reprezentacji Słowenii zadebiutował 22 sierpnia 2007 roku w meczu z Czarnogórą. Od czasu debiutu jest podstawowym zawodnikiem kadry narodowej, z którą wywalczył awans na Mistrzostwa Świata w RPA.

## Kariera klubowa
Kirm jest wychowankiem klubu NK Šmartno i do 2002 roku grał w nim, w zespołach juniorskich. Następnie przeszedł do Slovana Lublana i w sezonie 2002/2003 zadebiutował w trzeciej lidze słoweńskiej. W Slovanie grał przez półtora roku i w trakcie sezonu 2003/2004 odszedł do drugoligowego klubu z Lublany, NK Svoboda. Do końca sezonu 2004/2005 grał z nim w drugiej lidze. Latem 2005 Kirm przeszedł do pierwszoligowego NK Domžale, w którym stał się podstawowym zawodnikiem. W 2006 roku osiągnął z Domžale swój pierwszy sukces w karierze, gdy wywalczył wicemistrzostwo Słowenii. Z kolei w sezonie 2006/2007 został z nim po raz pierwszy mistrzem kraju. W 2008 roku powtórzył to osiągnięcie, a latem był bliski przejścia do Chievo Werona, jednak na sezon 2008/2009 pozostał w Domžale, z którym nie zdołał obronić tytułu mistrzowskiego.
2 lipca 2009 roku Andraž Kirm został zawodnikiem Wisły Kraków. Słoweniec podpisał z krakowskim klubem 5-letni kontrakt. 15 lipca zadebiutował w drużynie „Białej Gwiazdy” w spotkaniu drugiej rundy eliminacyjnej Ligi Mistrzów z Levadią Tallinn. Zdaniem wielu obserwatorów Kirm był najlepszym zawodnikiem Wisły w tym spotkaniu. Był bliski zdobycia bramki w pierwszej połowie meczu, ale trafił w poprzeczkę. 1 sierpnia Kirm zadebiutował w Ekstraklasie, w spotkaniu pierwszej kolejki z Ruchem Chorzów, wygranym przez Wisłę 2:0. W tym meczu brał udział w kombinacyjnej akcji wiślaków, po której gola strzelił Wojciech Łobodziński. W spotkaniu ze Śląskiem Wrocław asystował przy bramkach strzelonych przez Piotra Ćwielonga i Patryka Małeckiego. 30 października strzelił swoją pierwszą bramkę w polskiej lidze, w wygranym meczu z Koroną Kielce. W meczu 15 kolejki Ekstraklasy z Odrą Wodzisław strzelił dwa gole, został wybrany najlepszym piłkarzem meczu, a Wisła efektownie wygrała 3:1. Druga bramka strzelona przez Słoweńca na 3:0 była szczególnej urody, Kirm pokonał bramkarza gospodarzy precyzyjnym strzałem z dystansu.
30 sierpnia 2012 roku został sprzedany do FC Groningen.

## Kariera reprezentacyjna

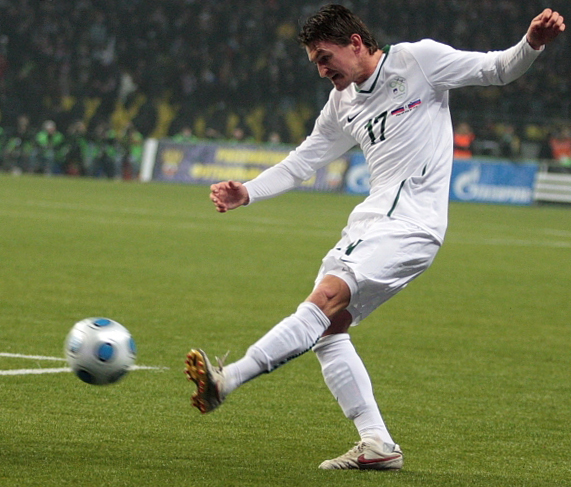
Kirm w meczu reprezentacji Słowenii

W Kirm zadebiutował 22 sierpnia 2007 roku w zremisowanym 1:1 towarzyskim spotkaniu z Czarnogórą. W swoim drugim spotkaniu w barwach narodowych, w meczu eliminacji Mistrzostw Europy 2008 z reprezentacją Luksemburga po jego prostopadłym podaniu bramkę dla Słoweńców zdobył Milivoje Novakovič.
10 września 2008 roku w wygranym 2:1 meczu eliminacji Mistrzostw Świata 2010 z reprezentacją Słowacji Kirm asystował przy pierwszej bramce strzelonej przez Novakoviča. Swoją pierwszą bramkę dla reprezentacji Słowenii zdobył 12 sierpnia 2009 roku, w spotkaniu eliminacji Mistrzostw Świata 2010 z reprezentacją San Marino. W następnym meczu eliminacji z reprezentacją Polski asystował przy bramkach strzelonych przez Milivoje Novakoviča i Valtera Birsę. Kirm oraz Novakovič jako jedyni z graczy reprezentacji Słowenii zagrali we wszystkich 10 meczach grupowych w ramach eliminacji. Słoweńcy zajęli drugie miejsce w grupie i w barażach o awans na Mistrzostwa Świata zmierzyli się z Rosją. Kirm zagrał w obu meczach barażowych w pierwszym składzie reprezentacji. Słoweńcy w dwumeczu okazali się lepsi od Rosjan i wywalczyli awans na Mistrzostwa Świata w RPA.

### Bramki w reprezentacji
| #  | Data             | Gdzie             | Przeciwnik    | Bramka | Rezultat | Rozgrywki                         |
| -- | ---------------- | ----------------- | ------------- | ------ | -------- | --------------------------------- |
| 1. | 12 sierpnia 2009 | Maribor, Słowenia | San Marino    | 3:0    | 5:0      | Eliminacje Mistrzostw Świata 2010 |
| 2. | 3 marca 2010     | Maribor, Słowenia | Katar         | 3:0    | 4:1      | Towarzyski                        |
| 3. | 4 czerwca 2010   | Maribor, Słowenia | Nowa Zelandia | 3:1    | 3:1      | Towarzyski                        |
| 4. | 29 lutego 2012   | Koper, Słowenia   | Szkocja       | 1:0    | 1:1      | Towarzyski                        |
| 5. | 15 sierpnia 2012 | Lublana, Słowenia | Rumunia       | 4:2    | 4:3      | Towarzyski                        |

## Statystyki

### Klubowe
(stan na 8 sierpnia 2016)
| Klub             | Sezon            | Liga                      | Liga  | Liga   | Puchary krajowe | Puchary krajowe | Puchary europejskie | Puchary europejskie | Suma  | Suma   |
| Klub             | Sezon            | Liga                      | Mecze | Bramki | Mecze           | Bramki          | Mecze               | Bramki              | Mecze | Bramki |
| ---------------- | ---------------- | ------------------------- | ----- | ------ | --------------- | --------------- | ------------------- | ------------------- | ----- | ------ |
| NK Slovan        | 2002–2003        | 3. SNL                    | 7     | 1      | –               | –               | –                   | –                   | 7     | 1      |
| NK Slovan        | 2003–2004        | 3. SNL                    | 10    | 0      | –               | –               | –                   | –                   | 10    | 0      |
| NK Svoboda       | 2003–2004        | 2. SNL                    | 8     | 0      | –               | –               | –                   | –                   | 8     | 0      |
| NK Svoboda       | 2004–2005        | 2. SNL                    | 30    | 4      | 1               | 0               | –                   | –                   | 31    | 4      |
| NK Domžale       | 2005–2006        | Prva Liga                 | 29    | 0      | 1               | 0               | 1                   | 0                   | 31    | 0      |
| NK Domžale       | 2006–2007        | Prva Liga                 | 31    | 6      | 1               | 0               | 2                   | 0                   | 34    | 6      |
| NK Domžale       | 2007–2008        | Prva Liga                 | 32    | 9      | 3               | 0               | 4                   | 0                   | 39    | 9      |
| NK Domžale       | 2008–2009        | Prva Liga                 | 35    | 7      | 2               | 0               | 4                   | 0                   | 41    | 7      |
| Wisła Kraków     | 2009–2010        | Ekstraklasa               | 30    | 3      | 5               | 0               | 2                   | 0                   | 37    | 3      |
| Wisła Kraków     | 2010–2011        | Ekstraklasa               | 25    | 9      | 3               | 0               | 2                   | 0                   | 30    | 9      |
| Wisła Kraków     | 2011–2012        | Ekstraklasa               | 27    | 4      | 4               | 0               | 12                  | 2                   | 43    | 6      |
| Wisła Kraków     | 2012–2013        | Ekstraklasa               | 1     | 0      | 0               | 0               | –                   | –                   | 1     | 0      |
| FC Groningen     | 2012–2013        | Eredivisie                | 31    | 1      | 0               | 0               | –                   | –                   | 31    | 1      |
| FC Groningen     | 2013–2014        | Eredivisie                | 25    | 2      | 0               | 0               | –                   | –                   | 25    | 2      |
| Omonia Nikozja   | 2014–2015        | Protathlima A’ Kategorias | 26    | 6      | 0               | 0               | –                   | –                   | 1     | 0      |
| Omonia Nikozja   | 2015–2016        | Protathlima A’ Kategorias | 27    | 5      | 0               | 0               | –                   | –                   | 1     | 0      |
| Olimpija Lublana | 2016-            | Prva Liga                 | 0     | 0      | –               | –               | 2                   | 0                   | 2     | 0      |
| Suma             | NK Slovan        | NK Slovan                 | 17    | 1      | –               | –               | –                   | –                   | 17    | 1      |
| Suma             | NK Svoboda       | NK Svoboda                | 38    | 4      | 1               | 0               | –                   | –                   | 39    | 4      |
| Suma             | NK Domžale       | NK Domžale                | 127   | 22     | 7               | 0               | 11                  | 0                   | 145   | 22     |
| Suma             | Wisła Kraków     | Wisła Kraków              | 83    | 16     | 12              | 0               | 16                  | 2                   | 111   | 18     |
| Suma             | FC Groningen     | FC Groningen              | 56    | 3      | –               | –               | –                   | –                   | 56    | 3      |
| Suma             | Omonia Nikozja   | Omonia Nikozja            | 53    | 11     | –               | –               | 2                   | 0                   | 55    | 11     |
| Suma             | Olimpija Lublana | Olimpija Lublana          | 1     | 0      | –               | –               | 2                   | 0                   | 3     | 0      |

### Reprezentacyjne
(stan na 12 sierpnia 2009)
| Mecze w reprezentacji | Mecze w reprezentacji | Mecze w reprezentacji | Mecze w reprezentacji | Mecze w reprezentacji | Mecze w reprezentacji | Mecze w reprezentacji |
| #                     | Data                  | Miasto                | Przeciwnik            | Gol                   | Wynik                 | Rozgrywki             |
| --------------------- | --------------------- | --------------------- | --------------------- | --------------------- | --------------------- | --------------------- |
| 1.                    | 22.08.2007            | Podgorica             | Czarnogóra            |                       | 1:1                   | towarzyski            |
| 2.                    | 8.09.2007             | Luksemburg            | Luksemburg            |                       | 3:0                   | el. ME 2008           |
| 3.                    | 12.09.2007            | Celje                 | Białoruś              |                       | 1:0                   | el. ME 2008           |
| 4.                    | 13.10.2007            | Celje                 | Albania               |                       | 0:0                   | el. ME 2008           |
| 5.                    | 17.10.2007            | Eindhoven             | Holandia              |                       | 0:2                   | el. ME 2008           |
| 6.                    | 21.11.2007            | Celje                 | Bułgaria              |                       | 0:2                   | el. ME 2008           |
| 7.                    | 06.02.2008            | Nova Gorica           | Dania                 |                       | 1:2                   | towarzyski            |
| 8.                    | 26.03.2008            | Zalaegerszeg          | Węgry                 |                       | 1:0                   | towarzyski            |
| 9.                    | 26.05.2008            | Göteborg              | Szwecja               |                       | 0:1                   | towarzyski            |
| 10.                   | 20.08.2008            | Maribor               | Chorwacja             |                       | 2:3                   | towarzyski            |
| 11.                   | 06.09.2008            | Wrocław               | Polska                |                       | 1:1                   | el. MŚ 2010           |
| 12.                   | 10.09.2008            | Maribor               | Słowacja              |                       | 2:1                   | el. MŚ 2010           |
| 13.                   | 11.10.2008            | Maribor               | Irlandia Północna     |                       | 2:0                   | el. MŚ 2010           |
| 14.                   | 15.10.2008            | Teplice               | Czechy                |                       | 0:1                   | el. MŚ 2010           |
| 15.                   | 18.11.2008            | Maribor               | Bośnia i Hercegowina  |                       | 3:4                   | towarzyski            |
| 16.                   | 18.03.2009            | Maribor               | Czechy                |                       | 0:0                   | el. MŚ 2010           |
| 17.                   | 01.04.2009            | Belfast               | Irlandia Północna     |                       | 0:1                   | el. MŚ 2010           |
| 18.                   | 12.08.2009            | Maribor               | San Marino            | Gol                   | 5:0                   | el. MŚ 2010           |

## Osiągnięcia

### NK Domžale
- Prva Liga: 2006-07, 2007-08
- Superpuchar Słowenii: 2007

### Wisła Kraków
- Ekstraklasa: 2010-11